# Bohnenland
Bohnenland ist ein Wohnplatz der brandenburgischen Stadt Brandenburg an der Havel. Er besteht aus wenigen Gehöften und liegt im Norden des Stadtgebiets.

## Geographie
Bohnenland befindet sich rund 6 Kilometer nordwestlich des Brandenburger Stadtzentrums, umgeben vom Altstädtischen Forst. Erreichbar ist es über die westlich verlaufende Bundesstraße 102 (Rathenower Landstraße) und den sogenannten Schafdamm, einen noch teilweise mit Feldsteinen befestigten Zufahrtsweg über den südlich gelegenen Wohnplatz Butterlake. Das Gelände westlich des Ortes fällt recht steil zum Ufer des Bohnenländer Sees ab. In der Gemarkung Bohnenland befindet sich das Bodendenkmal Schwedenwälle und das Naturdenkmal Bohnenländer Eiche.

## Geschichte
Bohnenland entstand auf der wüsten Feldmark des Dorfes Görne, Namensgeber des heutigen gleichnamigen Brandenburger Stadtteils Görden. Die erste Erwähnung des Ortes Bohnenland als Vorwerk von Brandenburg erfolgte 1684. 
Eine Spinnerkolonie südlich des Vorwerks ist ab 1754 belegt, sie wurde auf Veranlassung König Friedrichs II. errichtet. Im Jahre 1860 bestand sie aus neun Wohn- und Wirtschaftsgebäuden. Zu diesem Zeitpunkt gehörten zu Vorwerk und Kolonie Bohnenland 496 Morgen Land. 1872 endete die Existenz des Vorwerks, das in eine Försterei umgewandelt wurde. 1881 wurde Bohnenland, vorher dem Landkreis Westhavelland zugehörig, in den Stadtkreis Brandenburg eingemeindet und kam dort zum Stadtteil Altstadt.  
Am Ausgang des 19. Jahrhunderts war Bohnenland ein beliebter Ausflugsort mit einer Gaststätte im nördlichsten Kolonistenhaus. Im Jahr 1906 wurde der Haltepunkt Bohnenland an der etwa zwei Kilometer westlich liegenden Brandenburgischen Städtebahn eröffnet. In der Nähe der Haltestelle erbaute sich der Verband Brandenburger Krankenkassen nach den Plänen des Architekten Paul Schulze 1910 ein Walderholungsheim. 
Nach Ende des Zweiten Weltkrieges verschwanden die Substanz der alten Kolonie und des Vorwerks nach und nach. Der kleine Friedhof Bohnenland am Südrand des Ortes verfügt noch über einige alte Grabsteine.